# 엔디미온 (신화)

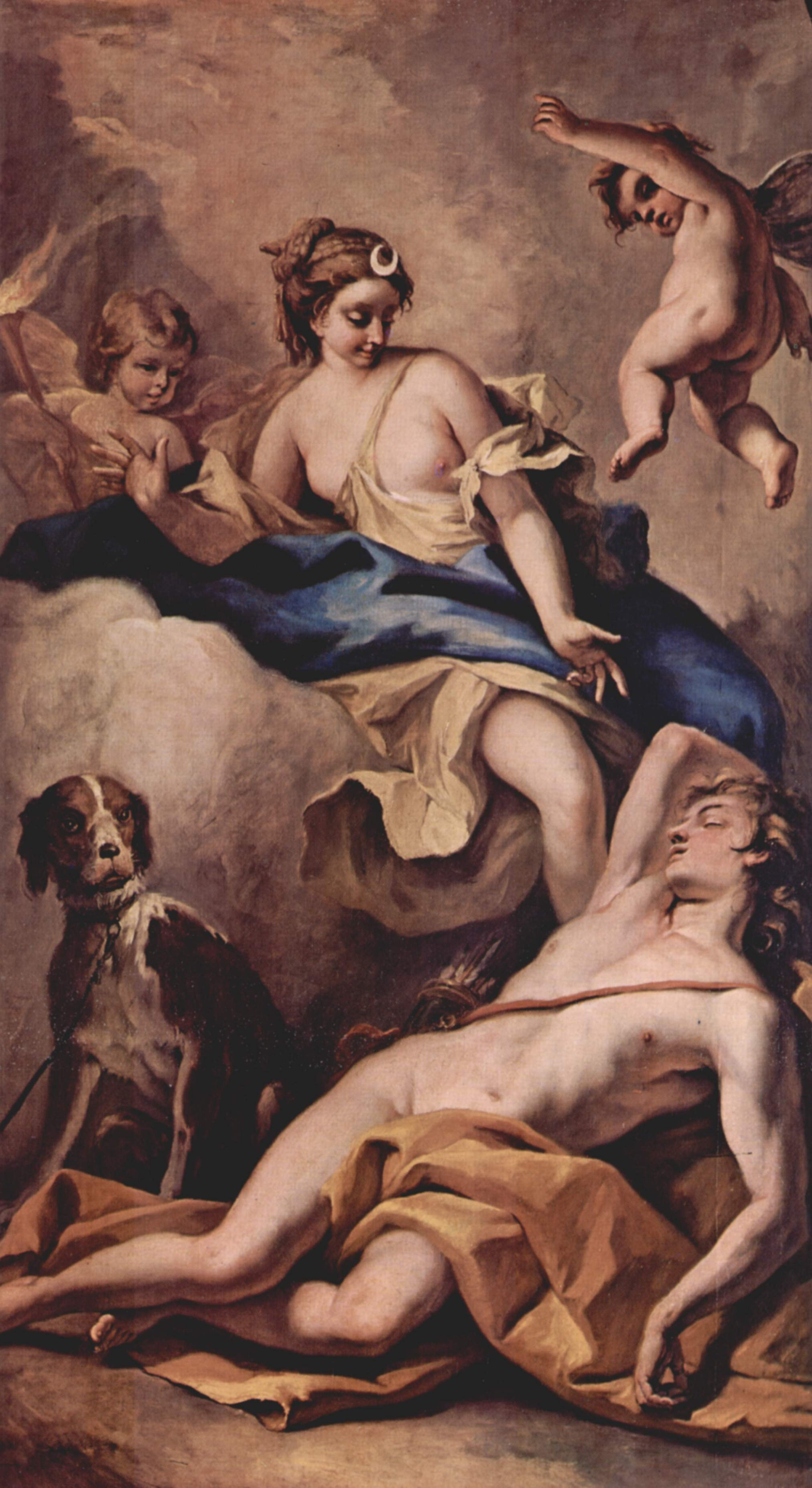
《셀레네와 엔디미온》 — 세바스티아노 리치 작품.

엔디미온(그리스어: ’Ενδυμίων)은 그리스 신화에 등장하는 인물로 소아시아의 아름다운 목동(드물게 왕이나 사냥꾼)이다. 그의 모습은 너무 아름다워서 달의 여신 셀레네가 그를 사랑하게 되어 그에게 영원한 생명을 주도록 제우스에게 부탁했다. 제우스는 엔디미온을 영원히 잠들게 만들었고, 셀레네는 라트모스 산 속에 잠든 엔디미온을 밤마다 찾아갔다.
엔디미온의 아들 가운데에는 엘리스의 왕 아이톨로스가 있다.